# Одра (Сілезьке воєводство)
Одра (пол. Odra, нім. Odrau) — село в Польщі, у гміні Ґожице Водзіславського повіту Сілезького воєводства.
Населення — 387 осіб (2011).
У 1975-1998 роках село належало до Катовицького воєводства.

## Демографія
Демографічна структура станом на 31 березня 2011 року:
|          | Загалом | Допрацездатний вік | Працездатний вік | Постпрацездатний вік |
| -------- | ------- | ------------------ | ---------------- | -------------------- |
| Чоловіки | 184     | 33                 | 120              | 31                   |
| Жінки    | 203     | 21                 | 121              | 61                   |
| Разом    | 387     | 54                 | 241              | 92                   |